# براد بلوم
براد بلوم (بالإنجليزية: Brad Blum)‏  (و. 1954 –  م) هو.

## التعليم
تعلم في جامعة دنيسون ‏.